# Henriettea granularis
Henriettea granularis là một loài thực vật thuộc họ Melastomataceae. Đây là loài đặc hữu của Cuba. Chúng hiện đang bị đe dọa vì mất môi trường sống.